# Alfredo Kaefer
Jacob Alfredo Stoffels Kaefer (Roque Gonzales, 07 de novembro de 1955) é um empresário e político brasileiro, atualmente filiado no Partido Republicano da Ordem Social (PROS).

## Política
Foi candidato em 2006, pelo PSDB, a Deputado Federal do Paraná, se elegendo com 158.659 votos.
Foi reeleito Deputado Federal na eleição de 2010, com 102.345 votos. Foi vice-líder do PSDB de 16 de fevereiro de 2011 a 3 de fevereiro de 2012 na Câmara dos Deputados.
Em 2014, foi o candidato mais rico a ser eleito Deputado Federal, com um patrimônio declarado de R$ 108,6 milhões.
Em fevereiro de 2016, anuncia sua saída do PSDB, por divergências com o comando da sigla no Paraná, e o ingresso no PSL. Em 17 de abril de 2016, Kaefer votou pela abertura do processo de impeachment de Dilma Rousseff.
Em agosto de 2017 votou pelo arquivamento da denúncia de corrupção passiva do presidente Michel Temer.
Em 2018, ingressou no Progressistas (PP), e, em 2020, no Partido Social Cristão (PSC).

### Polêmica em condenação judicial
Em 16 de setembro de 2014, Alfredo Kaefer foi indiciado Supremo Tribunal Federal por crimes contra o sistema financeiro. Kaefer, apesar de possuir um patrimônio declarado de mais de R$ 100 milhões, alegou pobreza para não pagar as custas do processo, de R$ 910. A juíza, ao indeferir seu pedido, justificou como "falta de bom senso" a alegação.
É também presidente do Grupo Diplomata com mais de 20 empresas, dentre elas Superdip Supermercados, Jornal Hoje, Frigorífico Diplomata dentre outras viu entrar em recuperação judicial em 2012 e por decreto do juiz da 1ª Vara Cível da Comarca de Cascavel, Pedro Ivo Lins de Moreira, foi declarada falência das empresas que compunham o grupo.